# مقیاس قسمی
مقیاس قسمی به نوعی مقیاس‌دهی گفته می‌شود که یکی از بعدهای نقشه مقیاس‌اش با بقیه ابعاد متفاوت است.